# Arachnanthus oligopodus
Espèce
Arachnanthus oligopodus est une espèce de cnidaires de la famille des Arachnactidae.

## Répartition
Ce taxon se rencontre en Espagne, en Grèce, en Italie, au Maroc et en Turquie.

## Systématique
Le nom valide complet (avec auteur) de ce taxon est Arachnanthus oligopodus (Cerfontaine, 1891).
L'espèce a été initialement classée dans le genre Cerianthus sous le protonyme Cerianthus oligopodus Cerfontaine, 1891.
Arachnanthus oligopodus a pour synonymes :
- Cerianthus bicyclus Torelli, 1961
- Cerianthus oligopodus Cerfontaine, 1891
- Pachycerianthus bicyclus (Torelli, 1961)
- Pachycerianthus oligopodus (Cerfontaine, 1909)